# José María González de Echávarri
José María González de Echávarri y Vivanco (Vitoria, 1875-Valladolid, 1950) fue un jurista, publicista y político español, catedrático de Derecho mercantil en Valladolid y senador por la provincia de Álava. De un conservadurismo radical, fue rector de la Universidad de Valladolid antes y durante la guerra civil, además de jefe regional del Partido Integrista en Castilla la Vieja. Durante la Segunda República militó en el tradicionalismo.

## Biografía

### Orígenes y familia
Nació el 11 de junio de 1875 en la ciudad alavesa de Vitoria. Era hijo de Víctor González de Echávarri y Rodríguez de Arellano, de Vitoria (calle de la Cuchillería, n.º 82, 1º), empleado provincial, y de María Vivanco, de Alenzón (Normandía, Francia), propietaria. Nieto de Manuel González de Echávarri (Vitoria) y María Rodríguez de Arellano (Lanciego, Álava), ambos propietarios, y de Francisco Vivanco (Sopeñano, Burgos) y Concepción de Eulate (Miranda de Ebro), también propietarios.
Estuvo casado con Carmen Armendia, con quien tuvo numerosa prole: José Mª, Luis, Carmen, Soledad, Nieves, Javier, Roque, Fernando, Juan Cruz, Ramón, Teresa y Manuel. En 1940 residía en Valladolid, calle del General Franco n.º 19, dcha. Hombre de profundos sentimientos religiosos según acreditan sus publicaciones hagiográficas, se dice que terminaba sus discursos oficiales con vivas a Cristo Rey. Carlos Petit describe su ideología como «radical conservadora». Estuvo adscrito políticamente al integrismo.

### Formación
El 17 de septiembre de 1890 realizó los ejercicios de bachillerato en el Instituto de Vitoria, con la calificación de aprobado. Su título fue expedido el 22 de septiembre. Entre 1890 y 1891 cursó los estudios preparatorios de Derecho en la Universidad de Zaragoza. Entre 1891 y 1895 realizó estudios de Derecho en la Universidad de Valladolid, con algún examen realizado en Madrid; particularmente mediocre en la asignatura de Derecho Romano. El 12 de noviembre de 1894 realizó los ejercicios de licenciatura en Derecho por la Universidad de Valladolid, con calificación de suspenso (tema: “Declaraciones de ausencia y de presunción de muerte. Sus efectos”). El 26 de enero de 1895, se licenciaría en Derecho por la Universidad de Valladolid, con la calificación de aprobado.
El 18 de noviembre de 1896 fue nombrado inspector técnico letrado de la renta del timbre del Estado (Compañía arrendataria de Tabacos) en Logroño, con ejercicio hasta el 15 de abril de 1898, en que fue ascendido y trasladado a Valladolid. El 6 de agosto de 1895 fue 2º premio en el certamen del Ateneo Científico, Literario y Artístico de Vitoria, con un escrito titulado La caridad cristiana es el medio más eficaz para resolver el problema social. Consejos que la sabiduría de Nuestro Santísimo Padre León XIII ha dado á los católicos en esta materia. El 17 de agosto de 1896, obtuvo el 2º accésit en el certamen del Ateneo Graciense (Barcelona), sección 10.ª, por su trabajo Procedimiento electoral.
Entre 1896 y 1899 realizó estudios de doctorado en Madrid, con sobresaliente en todas las asignaturas. El 10 de enero de 1890 llevó  a cabo los ejercicios del grado de doctor en Derecho, con sobresaliente, ante un tribunal formado por Salvador Torres Aguilar, Faustino Álvarez del Manzano, José María Valdés Rubio, Leopoldo de Michelena e Ismael Calvo. Se expidió el título de doctor con fecha de 12 de junio de 1906.

### Carrera académica y profesional
El 10 de febrero de 1903 retiró su firma a unas oposiciones de Derecho mercantil en la Universidad de Valencia. Fue abogado en ejercicio del Ilustre Colegio de Valladolid, desde el 1 de enero de 1903, además presidente del Patronato penitenciario de la Congregación de San Luis, Valladolid. González de Echávarri fue también fundador de la Revista vasco-navarra de Derecho civil foral y del Diario de Álava (1895), así como director de El Porvenir de Valladolid.
El 4 de septiembre de 1904 firmó la oposición a una auxiliaría del 4º grupo en la facultad de Derecho de Valladolid y a cátedra de Derecho internacional público y privado de Salamanca. El 5 de noviembre de 1904 firmó la oposición a la cátedra de Derecho mercantil de Granada. El 5 de noviembre de 1905 firmó la oposición a las cátedras de Derecho penal de Zaragoza y Valladolid. El 18 de mayo de 1906 fue nombrado profesor auxiliar del 4º grupo de la facultad de Derecho, en virtud de oposición, de la Universidad de Valencia; toma posesión el 18 de junio. Allí desempeña la cátedra de Derecho Mercantil y Derecho Civil (1ª cátedra). El 29 de octubre de 1906 solicitó sin éxito el nombramiento de catedrático por ascenso a partir de su condición de auxiliar (real decreto de 26 de octubre) en caso de resultar desierto el concurso de traslado a las cátedras de Instituciones de Derecho Romano e Instituciones de Derecho Canónico vacantes en Santiago y Salamanca. El 30 de enero de 1908 fue galardonado con una medalla de oro de la Cruz Roja española.
Entre 1907 y 1913 solicitaría participar en numerosas oposiciones a cátedras jurídicas, sin importarle la materia (Historia del Derecho, Administrativo, Canónico, Romano, Internacional, Político, Penal, Civil, Natural) ni la universidad de destino (Sevilla, Zaragoza, Santiago, Salamanca, Oviedo, Valladolid, Granada, Valencia). En 1911 asumió la jefatura regional del Partido Integrista en Castilla la Vieja en sustitución de Ángel Zamora Revuelta.
El 30 de enero de 1911 se produjo su traslado a la auxiliaría de Valladolid, plaza de la que toma posesión el mismo día (otras hojas de servicios que obran en el expediente remiten al 1 de enero como fecha de nombramiento y al 1 de febrero como data de toma de posesión). Allí desempeñó las cátedras de Derecho Internacional Público y Privado y de Derecho Mercantil. El 20 de septiembre de 1913 firmó la oposición a la cátedra de Derecho Mercantil de España y de las principales naciones de Europa y América, vacante en la Universidad de Valladolid. El 29 de abril de 1914 fue nombrado, en virtud de oposición, catedrático de Derecho Mercantil de la Universidad de Valladolid; tomaría posesión el 30. También en 1914, fue nombrado correspondiente de la Real Academia de la Historia. El 21 de septiembre de 1915 fue nombrado cónsul de Colombia en Valladolid. En el plano político, fue en adelante senador por Álava en varias legislaturas (1918, 1919-1920, 1921-1922, 1922, 1923).
En 1927 fue nombrado para juzgar las oposiciones a la cátedra de Derecho Mercantil de la Universidad de Madrid, que obtuvo el célebre Joaquín Garrigues, se significó a favor de José Mª Valiente, apoyado (manu militari) por la Congregación de San Luis Gonzaga en una estruendosa y violenta votación final. El 27 de julio de 1929 fue nombrado rector de la Universidad de Valladolid, tomaría posesión el 31 de julio; cesó por renuncia voluntaria el 20 de noviembre. El 31 de julio de 1929 fue nombrado consejero de Instrucción Pública. El 1 de febrero de 1930, como consecuencia de la dimisión de Miguel Primo de Rivera y el nuevo gabinete de Dámaso Berenguer presentó la dimisión como rector de la Universidad de Valladolid por motivos de salud:

No hay que olvidar la labor intensa realizada y que evidentemente ha influido en mi salud. De ahí mi dimisión irrevocable. Son momentos de mucho trabajo en la vida pública y la Acción Católica de los seglares, tan recomendada por el Papa, no estará cruzada de brazos; antes al contrario, propugnará con valentía el Reinado de Jesucristo en la sociedad, leyes y familia, y en esa actitud para mí primaria y vital he sido, soy y seré, con la gracia de Dios, un soldado de la vanguardia necesitado antes de descanso y siempre de independencia.

El 30 de diciembre de 1930, ingresó como miembro de la Asociación de Derecho Internacional Francisco de Vitoria.
Durante la Segunda República participó en mítines de propaganda tradicionalistas y pronunció conferencias en el Centro Tradicionalista vallisoletano. En febrero de 1935 fue nombrado delegado provincial de Juventudes de la Comunión Tradicionalista en Valladolid. Ese mismo año, con motivo del centenario de la muerte de Tomás de Zumalacárregui, cuya familia mantenía antiguos vínculos de amistad con la familia materna de González de Echavarri, escribió el libro Centenario de la campaña carlista. Zumalacárregui. Vivanco. y ensalzó al caudillo carlista, afirmando que sus biógrafos anteriores, Pirala y Galdós, habían falseado su figura.

### Franquismo y últimos años
El 10 de octubre de 1936, por decreto del Gobierno de Burgos, atendiendo a su condición de «tradicionalista con todas las virtudes que su política lleva consigo… culto, celoso y cumplidor de sus deberes», fue nombrado de nuevo rector de la Universidad de Valladolid, donde ejerció un breve mandato. El 27 de agosto de 1937, al tener noticia de la caída (‘liberación’) de Santander, reunificado entonces todo el distrito universitario en la España nacional, propuso con éxito al claustro el nombramiento de Francisco Franco como rector honorario. En 1938, como rector de Valladolid, fue responsable de un Informe sobre la situación de las provincias vascongadas bajo el dominio rojo separatista (Valladolid, Universidad, 1938), publicado en varias lenguas con finalidad propagandística tras el bombardeo de Guernica.
El 10 de marzo de 1942, fiesta de los Mártires de la Tradición, al salir de la misa celebrada en la iglesia del Salvador de Valladolid, por el hecho de entonar el Oriamendi y gritar ¡Viva el rey!, González de Echávarri habría sido detenido por la policía junto con otros dirigentes carlistas, según las memorias del requeté Julio Redondo Casado.
El 5 de julio de 1945 se jubiló por cumplimiento de la edad reglamentaria; con tal motivo la facultad le ofreció como homenaje (Una obra de derecho mercantil del siglo XVI… Valladolid, 1945) la edición facsímil de Cristóbal de Villalón Prouechoso tratado de cambios y contrataciones de mercaderes y reprouación de vsura (Valladolid, 1546), acompañada de comentarios a cada capítulo por sus discípulos (Cossío, Pascual, Herrero Rubio, Miguel Alonso, Iturmendi y otros).  Falleció en Valladolid el 20 de diciembre de 1950.

## Obras
- Cuadros vivos. Colección de historietas y leyendas, Vitoria, Impta. de Elías Sarasqueta, 1894.
- El socialismo y la caridad cristiana, Logroño, Impta. de la Rioja, 1898.
- Procedimiento electoral en España, Logroño, Impta. de la Rioja, 1899.
- Estudios sobre los efectos morales del tabaco, Valladolid, Impta. de Santarén, 1902.
- El Hipnotismo y el Derecho Penal sustantivo, Madrid, Góngora 1900.
- Hipnotismo y criminalidad, Valladolid 1906. (Trad. portuguesa de Germán de Liria, Lisboa 1908).
- Teatro y moralidad (folleto), Valladolid 1909.
- Divorcio y delincuencia, Valladolid 1903 (2ª ed. 1912)
- «Instituciones civiles navarras» y «El seguro mercantil de accidentes del trabajo» (1905), artículos aparecidos en la Revista de los Tribunales, Madrid (Góngora).
- El Socialismo y los problemas del Derecho Mercantil. Colección de artículos publicados en la Revista de los Tribunales (folleto).
- Metodología y plan de enseñanza del Derecho Mercantil vigente en España y en las principales naciones de Europa y América, curso de 1913 á 1914. Valladolid, Impta. de E. Zapatero, 1913, 72 pp.
- El socialismo y los problemas del Derecho Mercantil, Valladolid 1913.
- La personalidad internacional de la Santa Sede ante los pueblos de raza ibérica. Discurso leído en la Universidad de Valladolid en la… apertura del curso… 1928 a 1929, Valladolid, Cuesta, 1928, 163 pp.
- Centenario de la Campaña Carlista. Zumalacárregui. Estudios críticos a la luz de documentos inéditos. Vivanco (memorias de su vida militar). Último período de la Campaña, Valladolid, Martín, 1935.[1][nota 2]

Publicó además numerosas ediciones comentadas del Código de comercio y de las Leyes de Suspensión de Pagos de 1922 y 1932.